# 17652 Nepoti
17652 Nepoti este un asteroid din centura principală de asteroizi.

## Descriere
17652 Nepoti este un asteroid din centura principală de asteroizi. A fost descoperit pe 3 noiembrie 1996 la Pianoro de Vittorio Goretti. El prezintă o orbită caracterizată de o semiaxă mare de 2,66 ua, o excentricitate de 0,07 și o înclinație de 11,4° în raport cu ecliptica.